# Kompania Węglowa
Kompania Węglowa S.A. is het grootste steenkolenmijnbouwbedrijf van Polen en Europa. Jaarlijks wordt er door het bedrijf 48 miljoen ton aan steenkool gedolven in 23 mijnen.
Het bedrijf kwam de afgelopen jaren meerdere malen negatief in het nieuws wegens slechte werkomstandigheden en enkele mijnrampen. Een van de grootste mijnrampen voor het bedrijf was de methaangasexplosie in de Halemba Steenkoolmijn in 2006, waarbij 23 mijnwerkers omkwamen.